# Karimuidwergnachtzwaluw
De karimuidwergnachtzwaluw (Aegotheles terborghi) is een vogel uit de familie dwergnachtzwaluwen (Aegothelidae). Eerder werd deze vogel beschouwd als een ondersoort van de Bennetts dwergnachtzwaluw. Deze vogel is genoemd naar de Amerikaanse ornitholoog John Terborgh die samen met de soortauteur Jared Diamond de vogel heeft ontdekt.

## Verspreiding en leefgebied
Deze vogel komt voor in het Karimui-bekken in zuidelijk-centraal Nieuw-Guinea.

## Status
De karimuidwergnachtzwaluw komt niet als aparte soort voor op de lijst van het IUCN, maar is daar een ondersoort van de Bennetts dwergnachtzwaluw (A. bennetti terborghi).